# Ben Jonson
Ben Jonson, właśc. Benjamin Jonson (ur. 11 czerwca 1572 w Londynie, zm. 6 sierpnia 1637 tamże) – angielski dramaturg, poeta i aktor.

## Życiorys
Urodzony w Westminster jako pogrobowiec – ojciec, który był duchownym, umarł na miesiąc przed jego urodzeniem, matka ponownie wyszła za mąż dwa lata później, za mistrza murarskiego . Jonson chodził do szkoły przy St. Martin’s Lane, później został posłany do Westminster School, gdzie jednym z jego nauczycieli był William Camden. Prawdopodobnie uczył się na Uniwersytecie w Cambridge, lecz sam Jonson twierdził, że od razu po szkole zajął się handlem. Następnie odbył praktykę jako murarz oraz spędził jakiś czas w Niderlandach jako żołnierz .
Ożenił się przed 1592 – choć brak dokładnych informacji na ten temat. Według ksiąg parafialnych St. Martin’s Church jego najstarsza córka, Mary, umarła w listopadzie 1593 w wieku sześciu miesięcy, a jego najstarszy syn, Benjamin, zmarł na dżumę dziesięć lat później. Wkrótce po tym wydarzeniu Jonson napisał wiersz On My First Sonne. Drugi syn, także Benjamin, zmarł w 1635. Przez mniej więcej następnych pięć lat Jonson żył z dala od swej żony, przebywając w gościnie u Lorda Aubigny.
Do lata 1597 roku miał angaż w grupie aktorskiej Lorda Admirała, a następnie występował pod kierownictwem Philipa Henslowe’a w teatrze The Rose. Do tego czasu pisał już oryginalne, nieadaptowane z innych źródeł sztuki dla grupy Lorda Admirała i zyskał dzięki temu renomę. Prawdopodobnie jego najwcześniejszym zachowanym dziełem jest niedatowana komedia The Case Is Altered.
Ben Jonson prowadził awanturniczy tryb życia. W 1597 został uwięziony za współpracę (z Thomasem Nashem) w pisaniu sztuki The Isle of Dogs. Wszystkie jej egzemplarze zostały zniszczone, więc dokładna natura oskarżenia nie jest znana. Było to pierwsze z kilku starć Jonsona z władzami. Przed końcem 1598 roku Jonson ponownie znalazł się w więzieniu – groziło mu nawet powieszenie. 22 września w Hogsden Fields zabił w pojedynku aktora grupy Henslowe’a – Gabriela Spensera. W więzieniu odwiedził pisarza rzymskokatolicki duchowny, w wyniku czego przeszedł na katolicyzm (należał do Kościoła 12 lat). Uniknął powieszenia dzięki wstawiennictwu katolickiego kleru, w zamian za zrzeczenie się na korzyść kościoła całego majątku. Został też napiętnowany na lewym kciuku. Ani więzienie, ani konwersja nie wpłynęły ujemnie na jego reputację – w ciągu kilku miesięcy powrócił do pracy dla Henslowe’a. Kłopoty z władzami pojawiły się ponownie, kiedy w 1603 Jonsona przesłuchiwała The Privy Council (Tajna Rada) w sprawie sztuki politycznej osadzonej w Cesarstwie Rzymskim, Sejanus. W 1605 znów trafił do więzienia, wraz z Johnem Marstonem i George’em Chapmanem, za wyszydzenie, we wspólnej produkcji teatralnej Eastward Ho! szkockich ziomków króla.

## Twórczość
W 1598 roku osiągnął pierwszy wielki sukces, związany z wystawieniem sztuki Every Man in His Humour. W pierwszej obsadzie znalazł się jego przyjaciel, William Szekspir. Kontynuacja tej sztuki z następnego roku, Every Man out of His Humour, próba naśladownictwa Arystofanesa, nie była już udanym przedsięwzięciem scenicznym.
W 1601 Henslowe przydzielił Jonsonowi niewdzięczne zadanie adaptacji Spanish Tragedy autorstwa Thomasa Kyda – podjęcie się tego przez pisarza sugeruje jego trudności finansowe w tym okresie.
Na początku panowania Jakuba I w 1603, Jonson dołączył do innych poetów i dramatopisarzy, zwolenników rządów nowego króla. Szybko dostosował się do zwiększonego popytu na tzw. maski (rodzaju kostiumowych przedstawień alegorycznych) oraz innych rozrywek wprowadzonych zarówno przez króla, jak i jego małżonkę, Annę Duńską. Wraz z sukcesem sztuk i masek, takich jak The Satyr (1603) i Masque of Blackness (1605), Jonson pisał coraz mniej dla publicznych teatrów, a coraz więcej dla dworu. Od 1606 był na dworze, wraz z Inigo Jonesem, odpowiedzialny za „malarstwo i stolarkę” – czyli kwestie artystyczne. Szczytowe osiągnięcia dramatopisarskie Jonsona przypadły na lata pierwszej połowy panowania Jakuba I – do 1616 roku wystawił prawie wszystkie swoje najgenialniejsze sztuki. Były to: tragedia Catiline (wystawiona i wydrukowana w 1611), komedie Volpone (wystawiona w 1605, wydrukowana w 1607), Epicoene or the Silent Woman (1609), The Alchemist (1610), Bartholomew Fair (1614) i The Devil is an Ass (1616). Ta ostatnia, choć uważana obecnie za znakomitą, była niepowodzeniem i Jonson zaniechał pisania sztuk dla publicznych teatrów na dziesięć lat. Podczas tego okresu napisał kilka masek, zwykle wystawiając je na dworze królewskim we współpracy z Inigo Jonesem.
W 1616 Jonson przyjął funkcję nadwornego poety rodziny królewskiej, co dało mu roczną pensję w wysokości 100 marek. Od tego czasu mówi się o oficjalnym tytule Poet Laureate, który jako pierwszy otrzymał właśnie Jonson. Ta oznaka królewskich względów zachęciła go do wydania w tym samym roku pierwszego tomu dzieł zebranych.
W roku 1618 Jonson wyruszył pieszo do ziemi swych przodków – Szkocji. Spędził tam ponad rok, a najlepiej wspominał gościnność tamtejszego poety, Williama Drummonda z Hawthornden. Drummond zapisał większość swych rozmów z Jonsonem w pamiętniku, co pozwoliło na uzyskanie pewnej wiedzy na temat m.in. osobowości Jonsona i jego poglądów. Jonson przedstawiał swe opinie zwięźle, choć z egzaltacją. Drummond opisał go jako zakochanego w sobie samochwalca, mającego innych w pogardzie. Podczas pobytu w Szkocji Jonson otrzymał honorowe obywatelstwo Edynburga, a po powrocie do Anglii – honorowy tytuł magistra nauk humanistycznych Uniwersytetu Oksfordzkiego. W latach 20. XVII wieku powrócił do pisania typowych sztuk, lecz nie są one uznawane za najlepsze. Są za to z pewnością ważnym źródłem dla studiów kulturoznawczych dotyczących epoki Karola I. The Staple of News ukazuje na przykład początki angielskiego dziennikarstwa.
Wielkim ciosem dla pisarza był pożar jego biblioteki w 1623 – swoje rozgoryczenie wyraził w utworze Execration upon Vulcan. W 1628 otrzymał posadę miejskiego kronikarza Londynu, nie wywiązywał się jednak rzetelnie ze swoich zadań. Jako że w tym samym roku przeszedł wylew, który znacznie nadszarpnął jego stan fizyczny, posada kronikarza ostatecznie stała się synekurą. W ostatnich latach życia był materialnie zależny od swego przyjaciela i mecenasa, Williama Cavendisha, księcia Newcastle.
Jonson był autorem wszechstronnym, w niełaskę popadł wraz ze wstąpieniem na tron króla Karola I w 1625. Zmarł nie ukończywszy kolejnej sztuki, The Sad Shepherd (istnieją tylko dwa jej akty), która cechuje się nowatorstwem i mogła być zapowiedzią zmiany kierunku w twórczości Jonsona.
Jonson pisał też epigramaty. Jednym z nich jest fraszka Do doktora Empiryka.

## Pochówek
Pisarza pochowano w Westminster Abbey, z inskrypcją „O Rare Ben Jonson”, co można przetłumaczyć z angielskiego jako „O, wspaniały Benie Jonsonie!”. Istnieje też inna interpretacja, sugerująca grę słów (bardzo modną w literaturze elżbietańskiej) opartą na łacińskim orare (modlić się), a więc ów napis można by przetłumaczyć „Pomódlcie się za Bena Jonsona”, co mogłoby wskazywać na jego powrót na łono katolicyzmu na łożu śmierci. Przerwa pomiędzy oboma wyrazami jest jednak dość wyraźna.

## Opinie krytyki
Jonsona często porównywano z Shakespeare’em, na korzyść tego drugiego. Twierdzono, iż Jonsonowi brakło poetyckiego wyrazu, nie posiadał też szekspirowskiego daru tworzenia realistycznych postaci w swych dramatach. Jonson jednak nie dążył do pisania w stylu podobnym Shakespeare’owi – przeciwnie, otwarcie go krytykował. Nie znosił popularnego stylu dramatycznego i pragnął go zreformować. Wzorował się na autorach starożytnych, a jego postaciami były typy takie jak u Teofrasta lub w zamierzony sposób ilustrujące starożytną teorię dotyczącą temperamentu, opartą na proporcjach humorów w organizmie. Jonson wykazywał się w swej twórczości bogactwem inwencji i dowcipu, posiadał też silną i wojowniczą osobowość. Po ponownym otwarciu teatrów z chwilą restauracji monarchii w osobie Karola II, to raczej Jonson, a nie Shakespeare, miał dominujący wpływ na kształtowanie się angielskiego dramatu. Wystudiowany klasycyzm Jonsona popadł w niełaskę w XVIII wieku, kiedy z nadejściem romantyzmu to w Shakespearze ujrzano „wielkiego poetę natury”.

## Dzieła

### Sztuki teatralne
- The Case is Altered (data nieznana)
- Every Man in His Humour (1598)
- Every Man out of His Humour (1599)
- Cynthia’s Revels (1600)
- Poetaster (1601)
- Sejanus His Fall (1603)
- Volpone (1606)
- Epicoene, or the Silent Woman (1609)
- The Alchemist (1610)
- Catiline His Conspiracy (1611)
- Bartholomew Fair (1614)
- The Devil Is an Ass (1616)
- News from the New World Discovered in the Moon (1620)
- The Staple of News (1626)
- The New Inn (1629)
- The Magnetic Lady (1632)
- The Tale of a Tub (1633)

### Maski
- The Entertainment of the Queen and Prince at Althorp (1603)
- The Coronation Triumph (1604)
- The Masque of Blackness (1605)
- Hymenaei (1606)
- Hue and Cry after Cupid (1608)
- The Masque of Beauty (1608)
- The Masque of Queens (1609)

### Polskie przekłady
Na język polski przełożono kilka sztuk Bena Jonsona. Są wśród nich Volpone albo lis, Bartłomiejowy jarmark, Każdy w swoim humorze i Alchemik. Dramaty te tłumaczyli Maciej Słomczyński i Juliusz Kydryński. Ukazywały się one w Serii Dawnej Literatury Angielskiej.